# Витор Жуниор
Витор Сильва Ассис де Оливейра Жуниор (порт. Vítor Silva Assis de Oliveira; 15 сентября 1986, Порту-Алегри, Бразилия) — бразильский футболист, полузащитник.

## Карьера
Профессиональную карьеру начал 2005 году в «Крузейро». В 2006 году перебрался в Европу, играл за загребское «Динамо» и словенский «Копер». В 2008—2010 годах играл в Японии за «Кавасаки Фронтале». В 2012 году стал игроком Коринтианса. В 2015 году на правах аренды играл за тайский Сиам Нави. В начале 2017 года Витор Жуниор подписал контракт с казахстанским клубом «Актобе».

## Достижения
«Динамо» (Загреб)
- Чемпион Хорватии (1): 2005/06

«Спорт Ресифи»
- Победитель Лиги Пернамбукано (1): 2007

«Интернасьонал»
- Победитель Лиги Гаушу (1): 2013